# Liste antiker Ortsnamen und geographischer Bezeichnungen/Eg
| Lateinischer Name | Griechischer Name                    | Beschreibung     | Heute                                            | Quellen und Verweise | Lage |
| ----------------- | ------------------------------------ | ---------------- | ------------------------------------------------ | -------------------- | ---- |
| Egesta            |                                      | siehe Segesta    |                                                  |                      |      |
| Egeta             |                                      |                  |                                                  | Smith;               |      |
| Egitania          |                                      |                  |                                                  | Smith;               |      |
| Egnatia           | Ἐγνατία (Egnatia), Ἰγνατία (Ignatia) | Stadt in Apulien | Gnathia, zwischen Bari und Brindisi an der Adria | Smith;               |      |
| Egorigium         |                                      |                  |                                                  | Smith;               |      |
| Egosa             |                                      |                  |                                                  | Smith;               |      |
| Egurri            |                                      |                  |                                                  | Smith;               |      |